# Gyrocotyle fimbriata
Gyrocotyle fimbriata is een lintworm (Platyhelminthes; Cestoda). De worm is tweeslachtig. De soort leeft als parasiet in andere dieren.
Het geslacht Gyrocotyle, waarin de lintworm wordt geplaatst, wordt tot de familie Gyrocotylidae gerekend. De wetenschappelijke naam van de soort werd voor het eerst geldig gepubliceerd in 1911 door Watson.